# Zhou Feng
Zhou Feng (kinesiska: 周凤), född 12 september 1993, är en kinesisk brottare som tävlar i fristil.

## Karriär
Zhou tävlade för Kina vid olympiska sommarspelen 2016 i Rio de Janeiro, där hon blev utslagen i den andra omgången i 69 kg-klassen. Vid olympiska sommarspelen 2020 i Tokyo blev Zhou utslagen i återkvalet i 68 kg-klassen.